# فينتشينزو ألبيرتو أنيسي
فينتشينزو ألبيرتو أنيسي (مواليد 22 سبتمبر 1984، بيشيليي)  هو مساعد مدير كرة قدم سابق ولاعب وسط وهو المدرب الحالي لمنتخب بليز لكرة القدم.
يعد أنيسي مدرب مرخص محترف في اتحاد رابطة كرة القدم الأوروبية، مما يمكنه هذا الشيء تدريب كرة القدم على أعلى مستوى. حصل على عدة خبرات كمدرب شاب في المؤسسات الأكاديمية الإيطالية وفي النوادي (التي تنتمي بشكل كبير إلى الفرق الايطالية الكبيرة مثل نادي هيلاس فيرونا ونادي باري الرياضي، بالإضافة إلى العديد من الخبرات العالمية كحصوله على مدرب رئيسي محترف للفرق الكبيرة.                                                                                                              

## المسيرة المهنية
بدأ انيسي مسيرته المهنية لاعب وسط في  نادي كالتشيو فينيزيا الرياضي. كما كان لاعب كرة قدم شاب في الدوري الإيطالي الدرجة (الكالشيو)، سيريا (من 1999 إلى 2001)، كما لعب كفريق مع إيغور بودان وفالينتينو لاي وماتيرس دونيت. كما لعب أيضا في جمعية مارتينا فرانكا الرياضية (من عام 2001 إلى عام 2002) ونويكاتارو تيرمولي (من 2002 إلى 2003) وليونسا ألتامورا جمعية الهواة الرياضية (من 2003 إلى 2004).

### مهنة التدريب
بدأ انيسي مسيرته المهنية كمدرب رئيسي لفريق الشباب في شركة فيديليس أندريا الرياضية في عام 1928  (وذلك اعتبارا من عام 2010 إلى 2012). الذي تم ترقيته كمدرب للموظفين لفريق فينسينزو كوسكو الإيطالي الدوري الثالث (من عام 2012-إلى 2013) كدوري للاعبين المحترفين. ثم التحق إلى نادي فيوجا كلاعب ذو قدره بدنية قوية في فترة باسكيلو بادلينو (من عام 2013 إلى 2014).  تم استدعائه إلى نادي كرة القدم في مدينة اليتوس كمساعد مدرب للرئيس جوزيبي غريكو الذي يشتهر باللعب في نادي تورينو لكرة القدم في عام 1898. منذ ذلك الحين بدأ انيسي بالتدريب في عدة بلدان مثل: ليتوانيا، ولاتفيا، وإستونيا، وأرمينيا، كما كان مدرب رئيسي في نادي سالدوس الشبابي لكرة القدم. فريق لينميسكوند لكرة القدم في بايدة، كما كان مدرب تقني وفني لاتحاد كرة قدم أرمينيا للفرق الوطنية الصغيرة (التي تقل عن الاعمار التالية 14، 15، 16، 17، 19).

### التعليم والحياة
أراد أنيسي أن يتبع خطى والده الذي كان لاعب كرة قدم سابق في مولفيتا سوبريفتا والتحق بفريق بينيزسس. تخرج أنيسي بمستوى تعليمي عال. أوضح أنيسي قائلا: لقد افتقرت إلى السرعة المطلوبة والقوة لكي أصبح محترفًا وفضلت بدل من ذلك بأن أصبح لاعب كرة القدم محترف. قرر أنيسي انه ينوي التقاعد حالما يصل إلى عمر 23 عاما وبالتركيز التام على الرياضة واختار الانضمام إلى المعهد العالي للتربية البدنية في جامعة فوجيا. بدأ أنيسي بدراسة التربية البدنية في فروجيا، ثم قدم بعد ذلك على جامعة فيرونا للتكيف الوقائي للأشخاص ذوي الإعاقة، سعى أنيسي في عام 2008 أن يعزز ما يمتلكه من خبرات في مدرسته عن طريق ايضاح دور المدرب في كرة القدم وذلك من خلال  المزج ما بين النموذج التدريبي-(التنموي) بالتقنيات التحفيزية والنفسية الحالة النفسية بعد إحضار الشخص المؤهل لكي يصبح معلما في التدريب البدني للعديد من المدارس في كافة المراحل سواء الابتدائية أم الوسطى أم الثانوية أم الجامعية. في عام 2013 عمل أيضا مع اللجنة الأولمبية الإيطالية الوطنية كمعلم في مدينة باري من عام 2009 حتى عام 2012 كما عمل أيضا كمدرب درجة ثانية للسباحة في مولفيتا ومدربا للعديد من الأندية الرياضية كمدرب شخصي ووضعي.

### بيكاهم الاتحادي
في عام 2017 من كانون الثاني عين -نادي بيكاهم الاتحادي لكرة القدم الدوري الرائع في جمهورية غانا- أنيسي كمدير موسمي في الفترة ما بين عامي 2017 إلى 2018. في عام 2017 من شهر أيار  توقف عن التقاعد مع بيكاهم الاتحادي.
في عام 2017 قام بيكهام الاتحادي  الذي يحتل الرتبة الثانية بعد أنيسي باللعب ضد نادي مولوديه الجزائر، نظم الاتحاد الإفريقي لكرة القدم مسابقة النادي الثانوية الأفريقية.

### أهلي الخليل
وفي اليوم الخامس والعشرون من شهر تموز لعام 2017، تم تأكيد من أن أنيسي وقع عقد لمدة عام واحد وبأنه أصبح رسميا المدرب الرئيسي الجديد الأول للفريق الدوري الفلسطيني  «أهلي الخليل» لعام 2016-17. لعب في النادي ذاته إحدى أفضل لاعبي كرة القدم في فلسطين الذي يدعى شادي شعبان والذي شكل جزء من فريق كرة القدم الوطني الفلسطيني.

### الاتحاد الاندونيسي لكرة القدم في سيمارانغ
في اليوم الرابع والعشرون من شهر آذار لعام 2018، عين -الاتحاد الاندونيسي لكرة القدم في سيمارانغ- أنيسي المدرب الرئيسي الجديد الأول لعام 2018.

## وصلات خارجية
فينتشينزو ألبيرتو أنيسي على موقع قاعدة بيانات كرة القدم.إي يو (الإنجليزية)
- فينتشينزو ألبيرتو أنيسي على موقع Soccerway.com (الإنجليزية)
- فينتشينزو ألبيرتو أنيسي على موقع عالم كرة القدم.نت (الإنجليزية)